# 나키도
나키도(Nakido)는 2004년에 만들어진 파일 호스팅 웹사이트다. 약 20년~30년 또는 50년 이상이 지나 저작권이 만료된 자료의 공유를 목적으로 하고 있다. 나키도 측에서는 해당 웹사이트를 디지털 타임캡슐(Digital Time Capsule)을 표방하고 있다. 2015년 1월 28일 이후 접속이 불가능하다.